# Libnotes notata
Libnotes notata är en tvåvingeart. Libnotes notata ingår i släktet Libnotes och familjen småharkrankar.

## Underarter
Arten delas in i följande underarter:
- L. n. notata
- L. n. sicca
- L. n. solomonis